# Dipartimento di Rosario de la Frontera
Rosario de la Frontera è un dipartimento argentino, situato nella parte meridionale della provincia di Salta, con capoluogo Rosario de la Frontera.
Esso confina a nord con il dipartimento di Metán, a est e a sud con le province di Santiago del Estero e Tucumán, e ad ovest con i dipartimenti di La Candelaria e Guachipas.
Secondo il censimento del 2010, su un territorio di 5.402 km², la popolazione ammontava a 28.993 abitanti, con un aumento demografico del 3,5% rispetto al censimento del 2001.
Il dipartimento, nel 2001, è suddiviso in 2 comuni (municipios):
- El Portero
- Rosario de la Frontera